# Tom Hiddleston
 Der er for få eller ingen kildehenvisninger i denne artikel, hvilket er et problem. Du kan hjælpe ved at angive troværdige kilder til de påstande, som fremføres i artiklen.

Thomas William "Tom" Hiddleston (født 9. februar 1981 i Westminster) er en engelsk skuespiller.
Tom Hiddleston blev uddannet på to uafhængige skoler: ved The Dragon School i Oxford og Eton College i Eton (nær Windsor) i Berkshire, hvor han gik om bord i Durnford House. Han læste Classics på Pembroke College, Cambridge. I hans anden embedsperiode ved Cambridge blev han set i en produktion af A Streetcar Named Desire af Lorraine Hamilton fra de bemærkelsesværdige skuespilleres agentur Hamilton Hodell, og han fik kort tid derefter sin første tv-rolle i Stephen Whittaker's tilpasning af Nicholas Nickleby på ITV, med Charles Dance, James D'Arcy og Sophia Myles i hovedrollerne.
Han deltog i Royal Academy of Dramatic Art, hvorfra han dimitterede i 2005.
Tom Hiddleston spiller Loke, Thor's bror, i Marvel Studios' spillefilm Thor fra 2011, instrueret af Kenneth Branagh, som han har arbejdet med før på Ivanov og Wallander. Han var oprindeligt til audition på rollen, som Thor, men selv om han gik på en streng diæt og tog adskillige muskler på, besluttede Branagh han var mere egnet til rollen som Loke, Thor's halv-bror.
I 2011, medvirker han sammen med Owen Wilson i Midnight in Paris, skrevet og instrueret af Woody Allen.
I juni 2010 blev det meddelt, at Hiddleston var blevet castet i rollen som Kaptajn Nichols i War Horse, en film baseret på romanen fra 1982 af Michael Morpurgo, og at han skal medvirke i den kommende film The Deep Blue Sea, der er baseret på skuespillet fra 1952 af Terence Rattigan, sammen med Rachel Weisz og Simon Russell Beale. Han har derudover gentaget sin rolle som Loke i The Avengers fra 2012, i 2013 i Thor: The Dark World, og igen i Thor Ragnarok fra 2017. I 2017 kunne han også ses i rollen som Kaptajn James Conrad i Kong: Skull Island.
Tom Hiddlestons rolle som country-sangeren Hank Williams, i filmen I Saw The Light, delte vandene blandt country-sangerens fans og familie. Tom Hiddleston sang og fremførte selv sangene i filmen, sammen med The Saddle Spring Boys. Filmen er baseret på bogen Hank Williams: The Biography af Colin Escott, George Merritt, og William Bill MacEwen. Filmen blev vist første gang på den internationale film-festival i Toronto, i 2015.
I 2016 spillede Tom Hiddleston hovedrollen som Jonathan Pine i tv-serien Natportieren, instrueret af Susanne Bier. Han var desuden medproducent på tv-serien, der kunne ses på DR.

## Udvalgt filmografi
- Thor: Ragnarok (2017)
- Kong: Skull Island (2017)
- I Saw The Light (2015)
- Thor: The Dark World (2013)
- Only Lovers Left Alive (2013)
- The Avengers (2012)
- The Deep Blue Sea (2012)
- Thor (2011)
- War Horse (2011)
- Midnight In Paris (2011)
- The Avengers: Infinity War (2018)